# Asnières-sur-Saône
Asnières-sur-Saône is een gemeente in het Franse departement Ain (regio Auvergne-Rhône-Alpes). Asnières-sur-Saône telde op 1 januari 2022 77 inwoners.

## Geografie
De oppervlakte van Asnières-sur-Saône bedroeg op 1 januari 2022 4,68 vierkante kilometer; de bevolkingsdichtheid was toen 16,5 inwoners per km².
De onderstaande kaart toont de ligging van Asnières-sur-Saône met de belangrijkste infrastructuur en aangrenzende gemeenten.

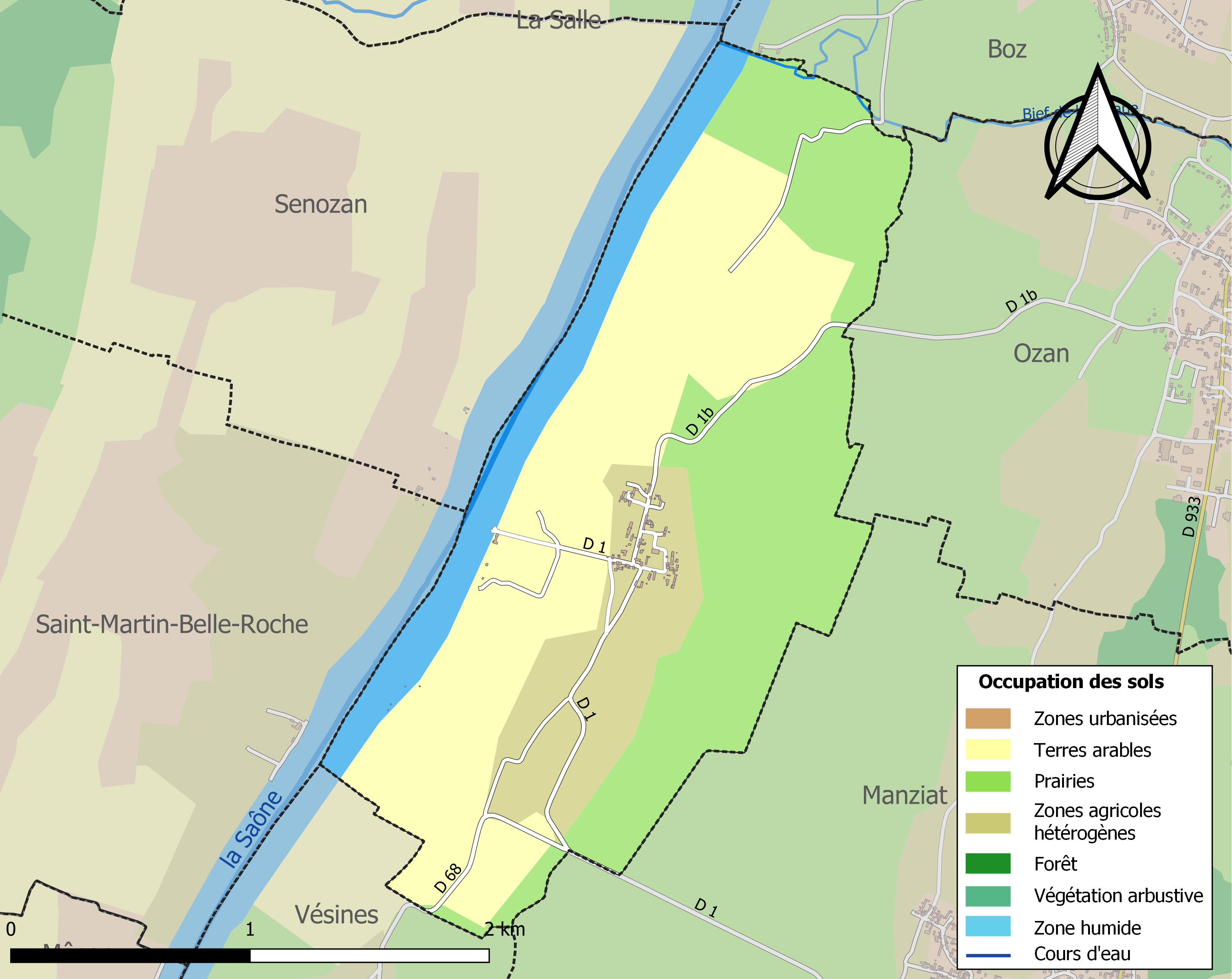

## Demografie
Onderstaande figuur toont het verloop van het inwoneraantal van Asnières-sur-Saône vanaf 1968. De cijfers zijn afkomstig van het Frans bureau voor statistiek en bevatten geen dubbel getelde personen (zoals studenten en militairen).
Vanwege een beveiligingsprobleem met de MediaWiki Graph-software is het momenteel niet mogelijk deze grafiek weer te geven. Zodra de software is bijgewerkt zal de grafiek vanzelf weer zichtbaar worden.